# ELLY
ELLY（エリー、1987年9月21日 - ）は、日本のダンサー、ラッパー。三代目 J SOUL BROTHERS from EXILE TRIBEのパフォーマー。ラッパー活動時の名義は、CB（シービー）。
青森県三沢市出身。身長172cm。血液型A型。本名、エリオット・ロシャード・昂矢（エリオット・ロシャード・こうや）。

## 略歴
青森県立三沢高等学校卒業。野球部では捕手で4番打者だった。プロ野球選手を志し、特待生として東京農業大学に進学したが、1年の時に渋谷のクラブでダンスチームBASE HEADSを見て影響を受け、後に大学を中退しダンスに専念する。
2007年7月、ダンスチームTHE TEAMを結成、クラブイベントやダンスイベントに出演し活動する。
2010年、EXPGにスカウトされダンサーとして劇団EXILE公演『NIGHT BALLET』に出演。同年4月に劇団EXILE風組のメンバーとなる。同年7月に三代目J Soul Brothersのパフォーマーに選ばれる。
2011年7月19日、劇団EXILE風組を脱退する。

### ラッパー
2014年6月4日発売のEXILE SHOKICHIのシングル収録曲「THE ANTHEM」への参加を皮切りに、ラッパーとしても活動を開始する。EXILE TRIBEのパフォーマーがラッパーとして活動するのは、ヒップホップグループRATHER UNIQUEを結成した2名以来で、ELLYは3人目となる。
2017年から"CRAZYBOY"名義で活動し、2019年から"CrazyBoy"名義で活動し、2025年から"CB"名義で活動する。

## 人物
- 子供の頃に習っていたそろばんは初段[7]。
- 中学時代は野球部と掛け持ちでバスケットボール部にも所属していた[7]。高校時代は野球部のみに所属していた[7]。

### デビュー後
- 2014年5月6日放送の報道番組『スーパーニュース』でプロ野球選手の坂本勇人と対談した[8]。2人は2005年の夏に高校野球青森県大会準々決勝にて対戦していた[9]。
- 2015年からオンライン対戦ゲームを始め、年間約3000時間をゲームに費やしていたが、ゲーム内では実名を明かさずにいた[10]。その後、ゲーム会社から世界大会へのオファーを貰ったことから正体を明かし、「Fortnite World Cup」に出場するようになった[11]。2019年7月の大会ではプロゲーマーとコンビを組みプロアマ部門に出場。50組中27位に入り賞金約200万円を獲得した。賞金は二等分し、ELLYは全額を東日本大震災の義援金として寄付した[12]。2020年2月の大会ではプロゲーマーとトリオを組みプロアマ部門に出場[13]。30組中8位に入り賞金約22万円を獲得した。賞金はオーストラリアの森林火災の義援金として寄付した[14]。

### 家族
- 父親はアメリカ人で元プロボクサーのカーロス・エリオット[15]。母親は日本人で美容師[16][17]。妹が1人、弟が1人いる[18]。弟はTHE RAMPAGE from EXILE TRIBEのLIKIYA[15]。10歳の時に両親が離婚しており、それ以降は母子家庭で育った[17]。
- 母方の祖父は養豚場の元オーナーで一代で財を成した[17]。

### 実子と元パートナー
- 2020年10月28日、第1子男児が同年9月末に誕生していたと発表。第1子の母親であるインスタグラマーで実業家のMEGBABYとの交際期間は8年になり、既に同居しているというが、2人の意向により婚姻届は提出しないことを明らかにした[19]。また、自身のYouTubeチャンネルではベビーシャワーの様子など2人のプライベート映像で構成された約8分の動画を公開した[20]。
- 2022年7月1日、MEGBABYとのパートナー関係を同年3月に解消していたと発表。第1子はMEGBABYが引き取り育てている[21]。

## 作品

### 配信アルバム
| 発売日         | タイトル                                                      |
| CRAZYBOY 名義  | CRAZYBOY 名義                                                 |
| -------------- | ------------------------------------------------------------- |
| 2017年2月24日  | NEOTOKYO EP                                                   |
| 2017年7月7日   | NEOTOKYO II EP                                                |
| 2018年1月19日  | NEOTOKYO III EP                                               |
| 2018年4月27日  | NEOTOKYO IV EP                                                |
| 2018年11月16日 | CRAZYBOY presents NEOTOKYO 〜THE PRIVATE PARTY 2018〜 SETLIST |
| CrazyBoy 名義  |                                                               |
| 2022年1月21日  | HIP LIFE：POP LIFE                                            |
| 2022年7月29日  | NEOTOKYO V EP                                                 |
| CB 名義        |                                                               |
| 2025年1月29日  | NEOTOKYO 6 EP                                                 |

### ベストアルバム
|               | 発売日        | タイトル         |
| CRAZYBOY 名義 | CRAZYBOY 名義 | CRAZYBOY 名義    |
| ------------- | ------------- | ---------------- |
| 1             | 2018年7月4日  | NEOTOKYO FOREVER |

### 配信シングル
| 発売日        | タイトル                       |
| CrazyBoy 名義 | CrazyBoy 名義                  |
| ------------- | ------------------------------ |
| 2019年8月23日 | PINK DIAMOND                   |
| 2019年9月21日 | PINK DIAMOND Part2             |
| 2024年4月27日 | CHEDDAR                        |
| CB 名義       |                                |
| 2025年8月13日 | ICE CREAM feat. Aile The Shota |

### シングル
|               | 発売日         | タイトル                   |
| CrazyBoy 名義 | CrazyBoy 名義  | CrazyBoy 名義              |
| ------------- | -------------- | -------------------------- |
| 1             | 2019年11月13日 | DONNA???                   |
| 2             | 2021年2月24日  | OH feat. 清水翔太, OZworld |
| 2             | 2021年2月24日  | アムネジア                 |

### ミュージックカード
| 発売日        | タイトル           |
| CRAZYBOY 名義 | CRAZYBOY 名義      |
| ------------- | ------------------ |
| 2017年9月16日 | Double Play        |
| CrazyBoy 名義 |                    |
| 2019年6月22日 | PINK DIAMOND       |
| 2019年9月21日 | PINK DIAMOND Part2 |

### コラボレーションシングル
| 発売日                       | タイトル                     | 備考                         |
| EXILE SHOKICHI×CrazyBoy 名義 | EXILE SHOKICHI×CrazyBoy 名義 | EXILE SHOKICHI×CrazyBoy 名義 |
| ---------------------------- | ---------------------------- | ---------------------------- |
| 2020年10月7日                | KING&KING                    | CD                           |
| 2020年12月25日               | GET IT ON                    | 配信                         |
| 2021年11月14日               | Pull Up                      | 配信                         |

### 映像作品
| 発売日         | タイトル                                              |
| CRAZYBOY 名義  | CRAZYBOY 名義                                         |
| -------------- | ----------------------------------------------------- |
| 2017年9月21日  | NEOTOKYO WORLD                                        |
| 2018年12月19日 | CRAZYBOY presents NEOTOKYO 〜THE PRIVATE PARTY 2018〜 |

### 参加作品
| 発売日         | 曲名                                                                                                   | 収録作品                                                               |
| ELLY 名義      | ELLY 名義                                                                                              | ELLY 名義                                                              |
| -------------- | --- | ---------------------------------------------------------------------- |
| 2014年6月4日   | THE ANTHEM                                                                                             | EXILE SHOKICHI「BACK TO THE FUTURE」                                   |
| 2014年11月19日 | #HOTLINE                                                                                               | DOBERMAN INFINITY『#PRLG』                                             |
| 2015年7月15日  | Heartbeat                                                                                              | DOBERMAN INFINITY「SAY YEAH!!」                                        |
| CRAZYBOY 名義  | |                                                                        |
| 2015年7月22日  | Anytime feat. CRAZYBOY                                                                                 | EXILE SHOKICHI「Don't Stop the Music」                                 |
| 2016年3月30日  | Feel So Alive                                                                                          | 三代目 J SOUL BROTHERS from EXILE TRIBE『THE JSB LEGACY』              |
| 2016年6月15日  | MIGHTY WARRIORS                                                                                        | V.A『HiGH&LOW ORIGINAL BEST ALBUM』                                    |
| 2016年6月15日  | FUNK JUNGLE                                                                                            | V.A『HiGH&LOW ORIGINAL BEST ALBUM』                                    |
| 2016年6月15日  | HIGHER GROUND feat. Dimitri Vegas & Like Mike                                                          | V.A『HiGH&LOW ORIGINAL BEST ALBUM』                                    |
| 2016年7月6日   | HELLA RICH feat. CRAZYBOY                                                                              | ANARCHY『BLKFLG』                                                      |
| 2016年7月20日  | Around The World                                                                                       | MIGHTY CROWN『MIGHTY CROWN 25th Anniversary CHAMPION IN ACTON』        |
| 2017年3月8日   | J.S.B. LOVE                                                                                            | 三代目 J Soul Brothers from EXILE TRIBE「HAPPY」                       |
| 2017年4月28日  | PLAY THAT feat. 登坂広臣,Crystal Kay,CRAZYBOY                                                          | PKCZ®「PLAY THAT feat. 登坂広臣,Crystal Kay,CRAZYBOY」                 |
| 2017年8月2日   | X-RAY feat. 三代目 J Soul Brothers from EXILE TRIBE                                                    | PKCZ®『360° ChamberZ』                                                 |
| 2017年8月2日   | T-REX feat. Crystal Kay, CRAZYBOY, ANARCHY                                                             | PKCZ®『360° ChamberZ』                                                 |
| 2017年8月2日   | CHAIN BREAKER (ALBUM Ver) feat. 登坂広臣, CRAZYBOY                                                     | PKCZ®『360° ChamberZ』                                                 |
| 2017年8月2日   | MIGHTY WARRIORS (ALBUM Ver) feat. Afrojack, CRAZYBOY, ANARCHY, SWAY, MIGHTY CROWN (MASTA SIMON&SAMI-T) | PKCZ®『360° ChamberZ』                                                 |
| 2017年10月25日 | DREAM BOYS                                                                                             | MIGHTY WARRIORS『HiGH&LOW THE MIGHTY WARRIORS』                        |
| 2017年10月25日 | GOOD LIFE                                                                                              | MIGHTY WARRIORS『HiGH&LOW THE MIGHTY WARRIORS』                        |
| 2018年1月26日  | LUXE                                                                                                   | HIROOMI TOSAKA feat. CRAZYBOY「LUXE」                                  |
| 2018年2月5日   | HeartBreakerZ feat. CRAZYBOY                                                                           | HONEST BOYZ「HeartBreakerZ feat. CRAZYBOY」                            |
| 2018年2月23日  | BOW DOWN FT. CRAZYBOY from EXILE TRIBE                                                                 | PKCZ® & SNOOP DOGG & YULTRON「BOW DOWN FT. CRAZYBOY from EXILE TRIBE」 |
| 2018年4月18日  | untitled feat. EXILE SHOKICHI & CRAZYBOY                                                               | DOBERMAN INFINITY『OFF ROAD』                                          |
| 2018年6月6日   | RAINBOW                                                                                                | 三代目 J Soul Brothers from EXILE TRIBE『FUTURE』                      |
| 2018年10月3日  | Y.L.S.S. Remix feat. PKCZ® & CRAZYBOY                                                                  | EXILE SHOKICHI「Futen Boyz」                                           |
| 2019年3月13日  | RAISE THE FLAG                                                                                         | 三代目 J SOUL BROTHERS from EXILE TRIBE「Yes we are」                  |
| CrazyBoy 名義  | |                                                                        |
| 2019年7月12日  | LION KING feat. CrazyBoy                                                                               | HIROOMI TOSAKA「SUPERMOON 〜閃〜」                                     |
| 2019年10月9日  | Call Me Before You Sleep feat. CrazyBoy                                                                | ジェシカ「Call Me Before You Sleep」                                   |
| 2021年8月6日   | Warriors Anthem                                                                                        | MIGHTY WARRIORS「Warriors Anthem」                                     |
| 2021年6月16日  | TONIGHT                                                                                                | 三代目 J SOUL BROTHERS from EXILE TRIBE「100 SEASONS/TONIGHT」         |
| 2021年10月20日 | JSB IN BLACK                                                                                           | 三代目 J SOUL BROTHERS from EXILE TRIBE「JSB IN BLACK」                |
| 2022年1月1日   | VIRTUAL LOVE                                                                                           | EXILE「PHOENIX」                                                       |
| 2022年5月11日  | 99' feat. CrazyBoy                                                                                     | 向井太一『ANTIDOTE』                                                   |
| 2023年3月14日  | Bang! Bang! feat. CrazyBoy                                                                             | w-inds.『Beyond』                                                      |
| 2023年4月7日   | BREAK THE LAW feat. CrazyBoy                                                                           | 岩田剛典『BREAK THE LAW』                                              |
| 2024年7月6日   | BLAZE                                                                                                  | 三代目 J SOUL BROTHERS from EXILE TRIBE「BLAZE」                       |
| CB 名義        | |                                                                        |
| 2025年2月24日  | What Is Your Secret?                                                                                   | 三代目 J SOUL BROTHERS from EXILE TRIBE「What Is Your Secret?」        |

### タイアップ
| 曲名       | タイアップ                     |
| ---------- | ------------------------------ |
| CLAPTIME   | 映画『TRASH/トラッシュ』主題歌 |
| アムネジア | 映画『ある用務員』主題歌       |

## ライブ

### 単独
- 7月09日：愛知・Zepp Nagoya
- 7月12日、7月13日：大阪・Zepp Osaka Bayside
- 7月16日：青森・八戸市公会堂
- 7月19日：東京・Zepp DiverCity
- 7月20日：宮城・SENDAI GIGS
- 7月22日：北海道・Zepp Sapporo
- 7月27日：福岡・DRUM LOGOS

### 合同
- EXILE SHOKICHI vs CrazyBoy「KING & KING」（2020年5月27日）新型コロナウイルスによる政府の自粛要請に従い中止[28]
- NEOTOKYO presents 〜SUMMER ISLAND 2022〜（2022年8月23日 - 8月30日）[29]

## 出演

### テレビドラマ
- ろくでなしBLUES 第7話、第10話（2011年8月17日・9月7日、日本テレビ）
- HiGH&LOW〜THE STORY OF S.W.O.R.D.〜（2015年10月 - 12月、日本テレビ） - ICE 役
  - HiGH&LOW Season2（2016年4月 - 6月）
- ナイトヒーロー NAOTO 第7話（2016年6月、テレビ東京） - エンディングダンス[30]
- パリピ孔明（2023年9月 - 11月、フジテレビ） - 赤兎馬カンフー 役[31]

### 映画
- クローズEXPLODE（2014年） - 山下甲兵 役
- TRASH / トラッシュ（2015年） - 主演・本堂ケント 役[32]
- ROAD TO HiGH&LOW（2016年） - ICE 役 
  - HiGH&LOW THE MOVIE（2016年）
  - HiGH&LOW THE MOVIE 2 / END OF SKY（2017年）
  - HiGH&LOW THE MOVIE 3 / FINAL MISSION（2017年）
- BLKFLG the Movie（2016年） - 本人 役
- パリピ孔明 THE MOVIE（2025年） - 赤兎馬カンフー 役[33]

### 舞台
- 劇団EXILE JUNCTION＃1「NIGHT BALLET」（2010年3月）
- 劇団EXILE 第4回公演「DANCE EARTH〜願い〜」（2010年5月）
- 劇団EXILE 華組×風組合同公演「ろくでなしBLUES」（2010年12月）

### テレビ番組
- e-elements GAMING HOUSE SQUAD（2020年11月 - 2024年4月、アニマックス） - MC[34]

### ミュージックビデオ
- SLOW「キズあとを君に...」（2008年）
- 久保田利伸「ooh wee Rida」（2008年）
- DJ MAKIDAI「Dreamlover」（2009年）
- 黒木メイサ「SHOCK-運命-」（2009年）
- EXILE THE SECOND「YEAH!! YEAH!! YEAH!!」（2016年）[35]
- EXILE SHOKICHI「Underdog」（2018年）[36]

### アニメ
- 『HiGH&LOW g-sword』アニメーションDVD付き特装版 フラッシュアニメ（2017年） - アイス 役

### CM
- サントリー「ザ・モルツ」（2016年）[37]
- 日清「カップヌードル」（2018年）[38]
- バンダイナムコエンターテインメント「ドラゴンボール ゲキシン スクアドラ」（2025年）[39]

### ライブ
- Crystal Kay「10th Anniversary Tour CK10」（2009年11月 - 12月）

### 連載
- 411「月刊 THE ELLY TIMES」（2011年11月号 - 2013年4月号、三栄書房）
- WOOFIN'（シンコーミュージック）
  - 「ONE ON ONE」（2013年6月号 - 2016年6月号）
  - 「ELLY a.k.a CRAZYBOY PRESENTS CRAZYLIFE」（2016年7月号 - 2017年2月号）

### その他
- 三沢市観光大使（2017年7月 - 2020年3月）[2]
- MMORPG『ETERNAL』公式アンバサダー（2020年）[40]
- D.LEAGUE アンバサダー（2021年 - 2022年）[41][42]
- トレーニングシューズ「Reebok NANO X1」スペシャルアンバサダー（2021年）[43]
- eスポーツプラットフォーム「Libes」スペシャルアンバサダー（2022年）[44]

## プロデュース

### 振り付け
- 三代目 J SOUL BROTHERS from EXILE TRIBE
  - 「R.Y.U.S.E.I.」[45]
  - 「C.O.S.M.O.S. 〜秋桜〜」[46]
  - 「Eeny, meeny, miny, moe!」[47]
  - 「J.S.B. DREAM」[48]
  - 「Summer Madness」[49]
  - 「RISING SOUL」[50]
- EXILE ATSUSHI「MAKE A MIRACLE」[51]
- EXILE SHOKICHI「Don't Stop the Music」[52]
- DOBERMAN INFINITY「GA GA SUMMER」[53]

### その他
- LDH TV 八木将康歌手デビュー企画「SUPER STAR PROJECT」（2018年）[54]
- 三代目 J SOUL BROTHERS from EXILE TRIBE「TONIGHT」（2021年）[55]